# Prosopocera kulzeri
Prosopocera kulzeri är en skalbaggsart som beskrevs av Stefan von Breuning 1936. Prosopocera kulzeri ingår i släktet Prosopocera och familjen långhorningar.
Artens utbredningsområde är:
- Malawi.
- Zimbabwe.

Inga underarter finns listade i Catalogue of Life.